# Ulaanbaatar
Ulaanbaatar (Улаанбаатар în mongolă, pronunțat [ʊˌɮaːm‿ˈpaːʰtə̆r], în traducere „Viteazul Roșu”) este capitala Mongoliei. Orașul este cunoscut de asemenea, mai ales în texte mai vechi precum în limba română în anii 1950-80, în timp ce limba mongolă era scrisă cu grafie chirilică, ca Ulan Bator. În 2006 avea o populație de aproape un milion de locuitori. Ulaanbaatar este situat pe râul Tuul, în nord-estul țării.

## Istorie
Orașul a fost fondat în secolul al XVIII-lea, după ce capitala Mongoliei, cunoscută atunci ca Urga, a fost mutată frecvent din loc în loc. De-a lungul timpului a purtat mai multe nume, precum Nomiĭn Khüree ("Khüree al Înțelepciunii", un "khüree" fiind o mânăstire mongolă). În anii 1860 orașul a crescut semnificativ, devenind un centru comercial pe ruta de ceai între Rusia și China. Sub numele de Ulaanbaatar, orașul a devenit capitala Republicii Populare Mongole în 1928 și a rămas capitala Mongoliei de atunci.

## Administrație
Ulaanbaatar este împărțit în nouă districte și este guvernat de un consiliu local compus din 40 de membri, aleși democratic din patru în patru ani. Consiliul local alege primarul orașului.

## Transport

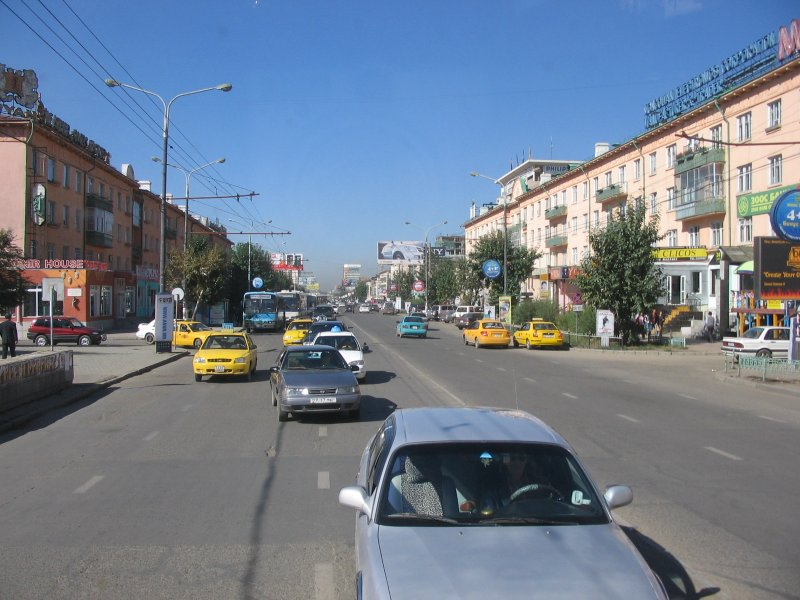
Stradă centrală în Ulaanbaatar

Ulaanbaatar-ul este servit de Aeroportul Internațional Ginghis Han (cunoscut înainte ca "Buyant Ukhaa") și este legat de drumuri naționale, frecvent neasfaltate, cu majoritatea celorlalte orașe principale ale Mongoliei. Orașul are legături feroviare cu Rusia și China, fiind punct de tranzit pentru trenul între Moscova și Beijing.
Transportul în comun în oraș este oferit de companii private de autobuz care sunt autorizate de guvernul local și național. Majoritatea autobuzelor au fost cumpărate de la URSS pe timpul când Mongolia era comunistă, dar în ultimul timp există autobuze moderne din Japonia și Coreea de Sud. Pe lângă sistemul de autobuze, există și o rețea de microbuze care fac competiție directă cu companiile de autobuze, în general într-un mod ilegal.

## Cultură și învățământ
Ulaanbaatar are cinci universități majore: Universitatea Națională a Mongoliei, Universitatea Sțiințifică și Tehnologică a Mongoliei, Universitatea de Sănătate și Științe Medicale, Universitatea Pedagogică și Universitatea de Artă și Cultură. Există și diverse facultăți private. Biblioteca din Ulaanbaatar conține o varietate de manuscrise antice mongole, chinezești sau tibetane.
|                        |                  |                   |
| Teatrul operei de stat | Teatrul dramatic | Galeria Națională |

## Climă

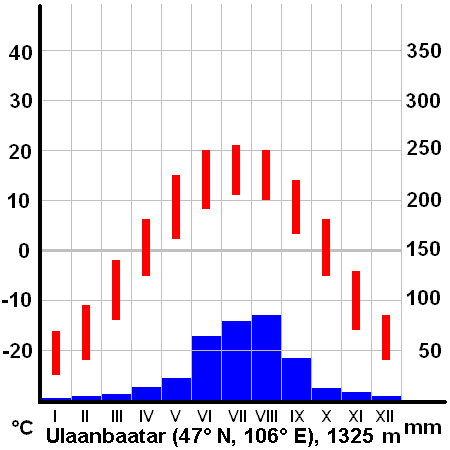
Temperaturi medii și precipitație în Ulaanbaatar